# David Schüler
David Schüler (* 14. Februar 1963 in Berlin) ist ein ehemaliger deutscher Volleyballspieler.
Von 1979 bis 1989 war David Schüler Volleyballspieler bei VdS Berlin, wo er 1986 Deutscher Pokalsieger wurde. Danach spielte er bei Bayer Leverkusen, wo er 1990 Deutscher Meister wurde. Seine Laufbahn in der Nationalmannschaft musste er nach einem Ellenbogenbruch 1991 beenden. In der Bundesliga spielte er noch bis 1994 in seiner Heimat bei Post Telekom Berlin.
Im Beachvolleyball erreichte David Schüler mit seinem Partner Thomas Brall bei den deutschen Meisterschaften 1993 den dritten und 1994 den zweiten Platz.
David Schüler war 212-facher deutscher Nationalspieler. Er ist verheiratet, hat einen Sohn und arbeitet in der Geschäftsleitung der Commerzbank Frankfurt am Main.